# Evangeli de Marció
L'Evangeli de Marció és un evangeli apòcrif escrit per Marció autor considerat gnòstic i declarat heretge per l'església. El text recopila l'Evangeli segons Lluc, però més breu i curt, junt a les deu primeres Epístoles de Pau.

## Contingut
Malgrat s'ha perdut en la seva totalitat (21 capítols), es poden reconstruir (5 capítols) gràcies a les nombroses cites dels Pares de l'Església, que permeten reconstruir-lo amb molta aproximació. La temptativa més aconseguida ha estat la d'A. Harnak. Junt a l'evangeli hi troben les deu primeres epístoles de Pau, que formen un cànon propi, cal recordar que l'autor rebutjava l'Antic Testament.
L'inici de l'obra és prou polèmic, quan fa davallar a Jesús directament des del cel a Cafarnaüm, segons les interpretacions de Tertulià, altres autors moderns interpreten que baixa des de Gamala poble situat per sobre de Cafarnaüm
Significativa és la paràbola dels odres vells, molt adequada per aquest autor, pel fet que Marció rebutjava l'Antic Testament que serien els odres vells i el vi nou seria el nou evangeli predicat per Jesús.
Diferents apartats de l'evangeli:

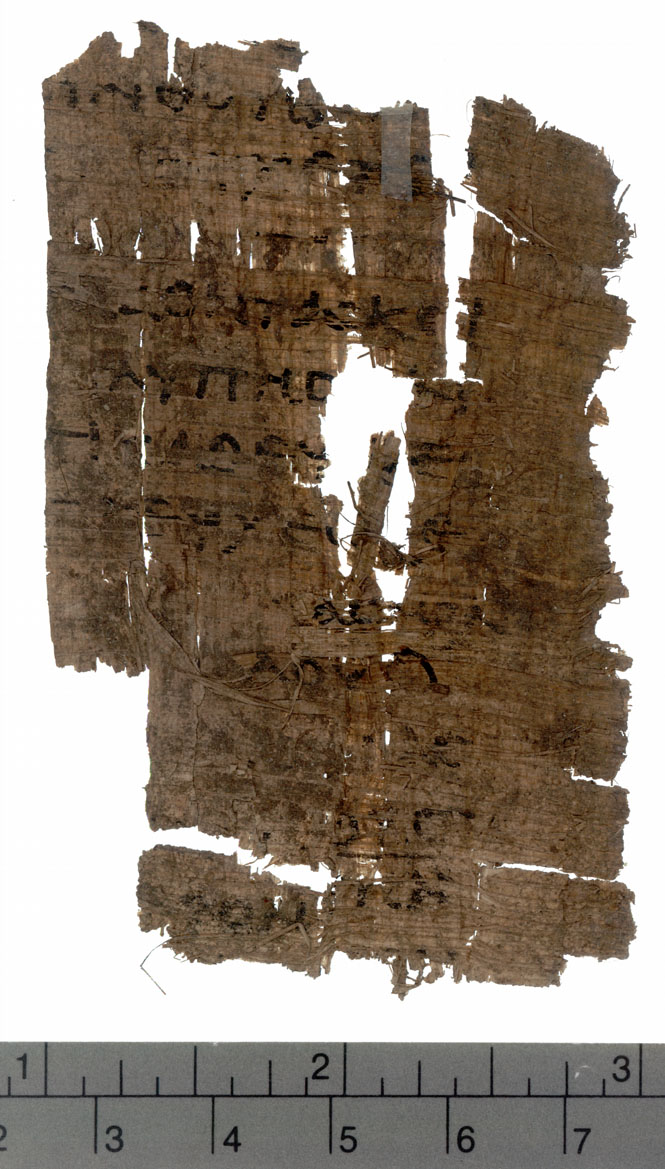
Claire Clivaz ha suggerit que el Papir 69 s'ha de considerar "com un testimoni a una edició Marcionita de l'Evangeli de Lluc.

- Arribada de Jesús a Cafarnaüm (l'any XV de Tiberi)
- En la sinagoga de Natzaret
- En la posta de sol
- El llac de Genesaret
- Curació d'un Leprós
- Curació d'un Paralític
- La festa de Leví el publicà
- L'antic i el nou (paràbola dels odres de vi)
- El Senyor del Dissabte
- L'elecció dels dotze
- Nous edictes del Nou Déu
- Fruits bons i fruits dolents
- La fe del centurió
- Resurrecció d'un jove
- Joan Baptista
- La pecadora que renta els peus de Jesús (Lluc 7:36–50)

## Relació amb Lluc
Les similituds entre l'evangeli de Marció i l'Evangeli segons Lluc són evidents per tots. Hi ha dues teories per explicar els lligams d'aquests dos evangelis.
La primera teoria, exposada pels Pares de l'Església i molts erudits moderns, afirma que Marció és una còpia mutilada de l'evangeli de Lluc, a on va eliminar tot el que no estava d'acord amb les seves creences gnòstiques.
La segona teoria, totalment contrària, afirma que fou Lluc qui va copiar de Marció el seu l'evangeli, ampliant-lo notablement. L'autor Charles B. Wait en el seu llibre, compara els dos evangelis, i arriba a la conclusió que Lluc quan va escriure la seva obra tenia al seu davant, entre altres documents, a l'evangeli de Marció. El teòleg i escriptor Bart Ehrman també defensa aquesta hipòtesi en les seves obres.

## Adolf von Harnack
El teòleg Adolf von Harnack va analitzar i explicar les possibles raons de Marció per fer les modificacions a l'evangeli de Lluc. Segons von Harnack, Marció creia que els evangelis només deien una part de la veritat, la resta eren elements inventats a favor dels jueus, decidits a mantenir el culte del Senyor. A més, Marció creia que el veritable evangeli va ser donat directament a Pau pel mateix Crist, però més tard va ser corromput, i també van ser modificades les epístoles Paulines. Va veure en l'atribució d'aquest evangeli a "Lluc" com una manipulació més. Marcio així va començar, el que ell va anomenar com una restauració de l'evangeli original, tal com el predicava Pau.

## Hipòtesi de Marció

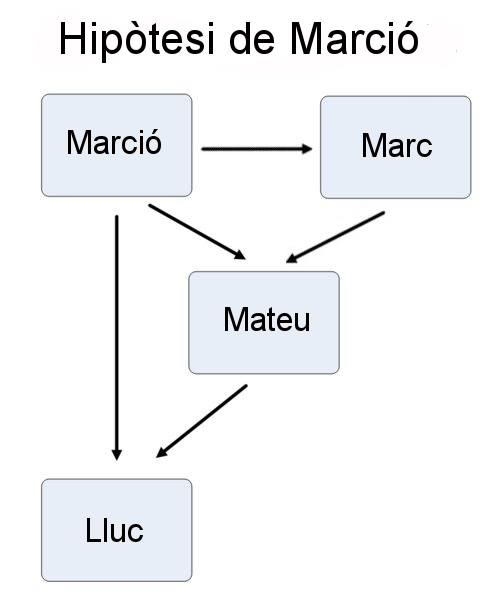
Hipòtesi de Marció

La hipòtesi de Marció defensada pel mateix Marció i alguns erudits moderns, proposa que el primer Evangeli va ser el de Marció. Que l'Evangeli segons Mateu va ser escrit després com una resposta a la teologia de Marció. Que l'Evangeli de Lluc fou escrit com una versió ampliada de l'Evangeli de Marció, i que l'Evangeli segons Marc va ser el text compartit entre Lluc i Mateu.
La hipòtesi de Marció és una possible solució a l'anomenat problema sinòptic. Marció és considerat per molts estudiosos com el primer cànon del Nou Testament. L'ordre de la composició dels evangelis sinòptics d'acord amb la hipòtesi de Marció seria el següent:
- L'Evangeli de Marció seria el primer Evangeli escrit anomenat simplement l'Evangeli (en grec Euangelikon) o Evangeli del Senyor. El mateix Marció va afirmar que el seu Evangeli va ser el veritable original i que els altres evangelis havien plagiat el seu text.
- L'Evangeli segons Marc seria el text compartit entre Lluc i Mateu. I, per tant, una còpia de Marció.
- L'Evangeli segons Mateu fou escrit com a resposta a l'Evangeli de Marció. Cal recordar que Marció rebutjava totalment l'Antic Testament, tot el contrari de Mateu que cita les escriptures hebrees constantment i veu complir-se en Jesús nombroses profecies de l'Antic Testament.
- L'Evangeli segons Lluc no tan sols era una còpia del text de Marció, sinó que l'autor va ampliar el seu contingut per ajustar-se a la cristologia dels cristians ortodoxos, i també per combinar amb les paràboles que es troben en la Font Q, d'acord amb la teoria de les dues fonts.